# هيذر د. جيبسون
هيذر د. جيبسون (بالإنجليزية: Heather Gibson)‏ هي اقتصادية بريطانية، ولدت في 1961 في غلاسكو في المملكة المتحدة.